# Scam
Unter dem englischen Begriff Scam versteht man jede Art des Betrugs (nicht nur im juristischen Sinn), insbesondere Internetbetrug. Hierzu gehören auch Scam-E-Mails (dann meist in Form von Spam). In der Regel täuschen Scammer ihre Opfer aktiv und nutzen geschickt deren Gutgläubigkeit aus, etwa indem sie sich als seriöse Anbieter darstellen (Social Engineering).

## Arten
Es gibt viele Arten von Scams, die in sehr einfacher bis hin zu hochspezialisierten und aufwändiger Form vorkommen sowie verschiedene Adressaten haben. Dabei ändern die Scammer auch regelmäßig ihre Strategien, weshalb hier nur Beispiele wiedergegeben werden können.

### Technical Support Scam
Die im deutschen gebräuchlichste Bedeutung von „Scam“ bezieht sich auf eine spezielle Art des Online-Betrugs, die typischerweise so abläuft: Der Scammer ruft eine Privatperson über Telefon an und gibt sich als Mitarbeiter eines Computerunternehmens aus. Alternativ wird das Opfer über eine Fake-E-Mail oder ein Pop-up auf unseriösen Webseiten dazu gebracht, selbst dort anzurufen. Er teilt daraufhin dieser Person mit, ihr Computer sei von einem Virus infiziert, und zwar so stark, dass er schon in der Hand von Betrügern sei. Man könne jedoch dabei helfen, den Computer zu säubern. Entsprechend eingeschüchtert erteilt die Privatperson dem Scammer (meist über eine Fernwartungssoftware, die dafür installiert werden soll) Zugang zu ihrem PC. Im einfachsten Fall verlangt der Scammer daraufhin Geld (teilweise in Form von Geschenkgutscheinen oder Kryptowährungen) für völlig unnötige Wartungs-Handlungen, die mit einfachen, aber spektakulär wirkenden Eingaben in der Befehlszeile inszeniert werden. Manche Betrüger installieren jedoch auch aktiv ein Schadprogramm (Ransomware) auf dem Computer und erpressen dann Geld, um es wieder zu entfernen.

### Weitere Arten
- Romance Scam – Betrug in der Art von Heiratsschwindel
- Boiler room scam – Betrug mit falschen Geldanlagen
- Exit-Scam – Betrug, der eine Warenlieferung verspricht
- Vorschussbetrug – Teilnahme an einem Schneeballsystem
- Enkeltrick – Imitierung naher Verwandter, die sich in einer vermeintlichen Notlage befinden
- CEO Fraud – Richtet sich an Unternehmen
- Job-Scam – Betrug mittels falscher Jobangebote, um an sensible Daten der Bewerber zu gelangen[1][2]

## Schaden
Die Global Anti Scam Alliance fertigt jährlich einen Global State of Scam Report, wonach die Opfer weltweit bereits 47,8 Milliarden Dollar verloren haben. Die Anzahl von Berichten über Scam stieg von 139 Mio. im Jahre 2019 auf 266 Mio. im Jahre 2020.
Insbesondere in Indien hat sich mittlerweile eine ganze Scam-Industrie entwickelt, die teils von professionell geführten Callcentern aus agieren.
Begonnen hatten die Kriminellen in Thailand und China, doch gingen diese Staaten gegen das Gewerbe vor. Die  Banden arbeiteten darum vermehrt in schwach kontrollierten Regionen in Laos, Myanmar, Kambodscha und den Philippinen. Mitarbeiter werden mit Tricks angelockt und dann regelrecht versklavt, indem ihnen ihre Papiere abgenommen werden. Im Februar 2025 konnten 7000 solche versklavte Mitarbeiter aus Asien, Afrika und dem Nahen Osten befreit werden. Andere werden von ihren Familien mit Lösegeld frei gekauft. Die Betreiber würden die lokale Bevölkerung dafür bezahlen, aus den Firmen Geflüchtete auszuliefern. Auch nach einer erfolgreichen Flucht bleibt immer noch das Problem der getätigten kriminellen Handlungen. Opfer und nicht Täter zu sein ist ohne Papiere und mit gelöschten Smartphones schwer zu beweisen.

## Scam Baiting
Der irische Programmierer Jim Browning untersuchte zahlreiche solcher Scams. Ihm gelang es in vielen Fällen, sich während der Betrugsaktion in die Rechner der Betrüger einzuloggen. Das führte gelegentlich zu polizeilichen Ermittlungen und Festnahmen. Personen, die wie Browning bewusst mit Scammern interagieren, um sich Zugang zu den Verbrecher-Netzwerken zu verschaffen oder schlichtweg deren Zeit zu stehlen, indem sie sich dumm stellen, heißen im Englischen Scam Baiter.